# Karl Kobelt

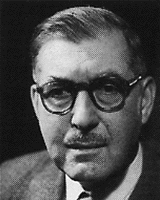
Karl Kobelt

Karl Kobelt (* 1. August 1891 in St. Gallen; † 5. Januar 1968 in Bern, heimatberechtigt in Marbach SG) war ein Schweizer Politiker (FDP). Als Bundesrat war er Verteidigungsminister und bekleidete zweimal das Amt des Bundespräsidenten.

## Leben

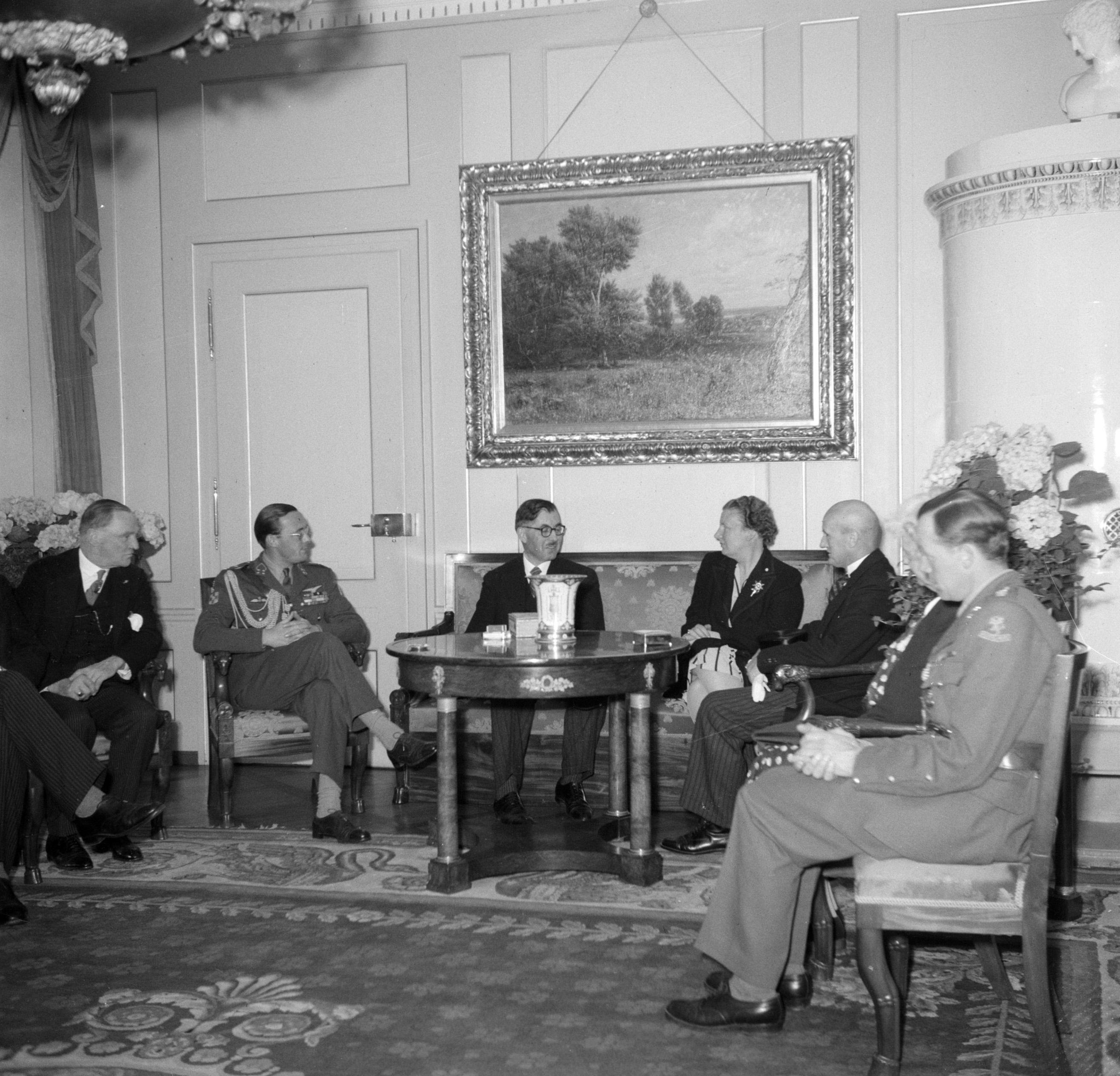
Bundespräsident Karl Kobelt im Gespräch mit der niederländischen Prinzessin Juliana (20. Mai 1946)

Der Sohn eines Bahnpostbeamten war Bauingenieur von Beruf und trug ab 1917 einen Titel Dr. sc. techn. ETH. Beim Eidgenössischen Amt für Wasserwirtschaft leitete er 1919–33 die Abteilung für Seeregulierung. 1933 wurde er in den Regierungsrat des Kantons St. Gallen gewählt und leitete das Baudepartement. Trotz einer Wirtschaftskrise verstand er es, Grossprojekte wie die Rheinregulierung, die Linthmelioration und den Ausbau von Verkehrsinfrastruktur in Spitälern zu bewältigen. 1939 wurde er in den Nationalrat gewählt. In der Schweizer Armee stieg er bis zum Rang eines Obersten auf.
Karl Kobelt wurde am 10. Dezember 1940 im 5. Wahlgang in den Bundesrat gewählt. Er übernahm am 1. Januar 1941 das Eidgenössische Militärdepartement. Am 5. November 1954 erklärte er seinen Rücktritt auf den 31. Dezember 1954.
Er war 1945 und 1951 Vizepräsident des Bundesrates und Bundespräsident in den Jahren 1946 und 1952.

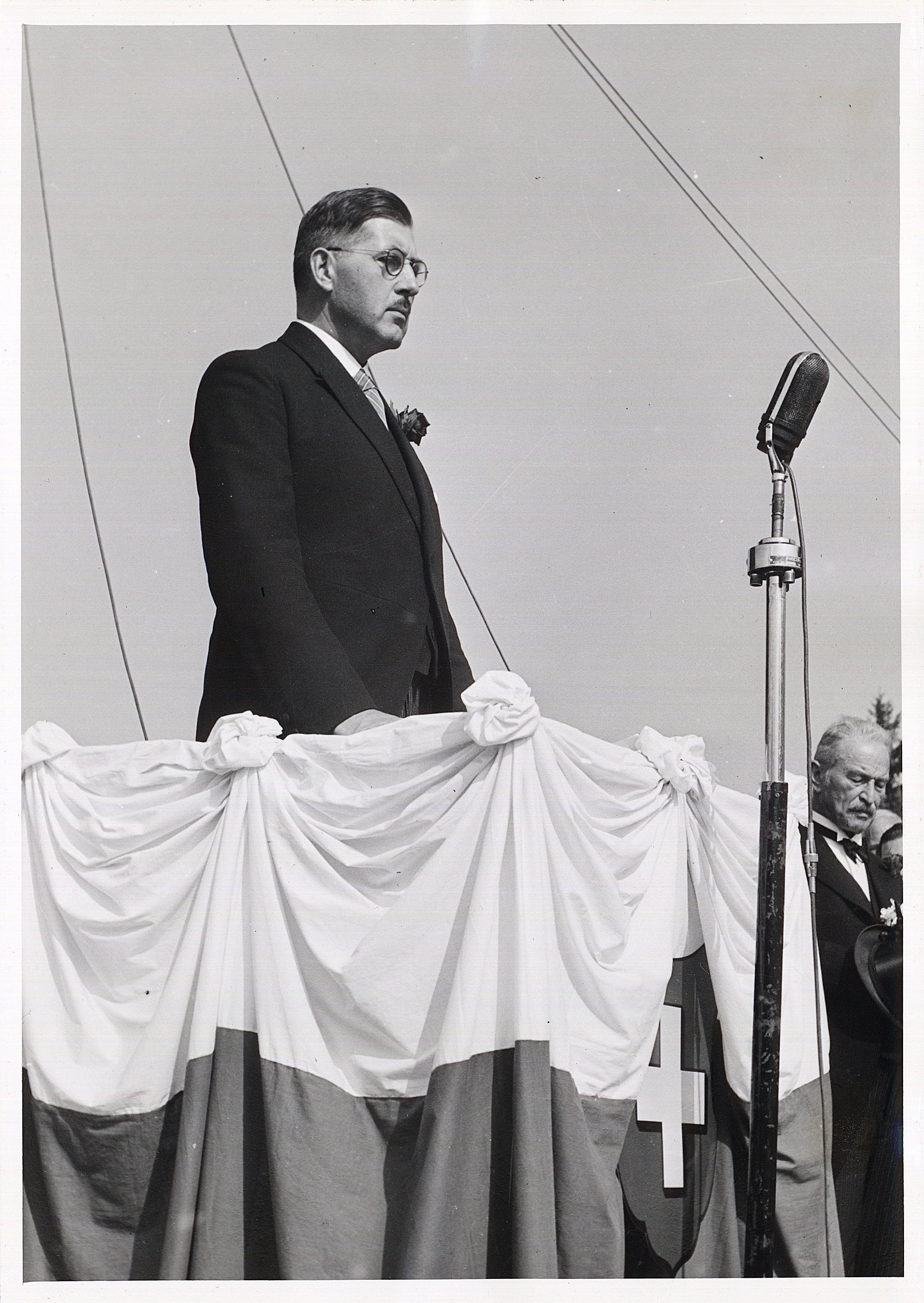
Karl Kobelt bei einer Ansprache zur Eröffnung der Fürstenlandbrücke in St. Gallen, 1941

## Wahlergebnisse in der Bundesversammlung
- 1940: Wahl in den Bundesrat mit 117 Stimmen (absolutes Mehr: 108 Stimmen)
- 1943: Wiederwahl als Bundesrat mit 163 Stimmen (absolutes Mehr: 92 Stimmen)
- 1944: Wahl zum Vizepräsidenten des Bundesrates mit 169 Stimmen (absolutes Mehr: 95 Stimmen)
- 1945: Wahl zum Bundespräsidenten mit 165 Stimmen (absolutes Mehr: 93 Stimmen)
- 1947: Wiederwahl als Bundesrat mit 155 Stimmen (absolutes Mehr: 90 Stimmen)
- 1950: Wahl zum Vizepräsidenten des Bundesrates mit 148 Stimmen (absolutes Mehr: 80 Stimmen)
- 1951: Wiederwahl als Bundesrat mit 176 Stimmen (absolutes Mehr: 93 Stimmen)
- 1951: Wahl zum Bundespräsidenten mit 179 Stimmen (absolutes Mehr: 100 Stimmen)

## Schriften (Auswahl)
- Genauigkeitsuntersuchung der graphischen Triangulation. Zürich: Leemann 1917. (Promotionsarbeit Techn. Hochschule Zürich).
- Rechte und Pflichten. Vortrag. Zürich: Polygraphischer Verlag 1943. (Kultur- und staatswissenschaftliche Schriften; 34).
- Landesverteidigung und Wehrkredite. Vortrag am 4. November 1953 in Luzern. Gais: Kern 1953.